# Dávid Lakatos
Dávid Lakatos (25 de marzo de 1999) es un deportista de Hungría que compite en natación. Ganó tres medallas en el Campeonato Mundial Junior de Natación de 2017, oro en 4 × 100 m libre y 4 × 200 m libre y plata en 800 m libre.